# Aulacospermum stylosum
Aulacospermum stylosum är en växtart i släktet Aulacospermum och familjen flockblommiga växter.
Arten är perenn och förekommer från nordöstra och östra Afghanistan till nordvästra Xinjiang och västra Himalaya. Den beskrevs av Charles Baron Clarke och fick sitt nu gällande namn av Karl Heinz Rechinger och Riedl.